# 灰色阿魏
灰色阿魏（学名：Ferula canescens）是伞形科阿魏属的植物。分布在俄罗斯以及中国大陆的新疆等地，见于荒漠的砾石山坡上，目前尚未由人工引种栽培。